# Park Steffensa
Park Steffensa – park w pobliżu Śródmieścia w Gdańsku, założony pod koniec XIX wieku.

## Historia
Park powstał w latach 1896–1897 w miejscu cmentarza ubogich. Fundusze na zakupienie terenu i roślin oraz prace plantacyjne pochodziły z darowizny Franza Steffensa – na ten cel przekazał 50 tys. talarów. W 1898 park został powiększony o plac. W parku znajduje się czołg – Pomnik Brygady Pancernej im. Bohaterów Westerplatte.

## Położenie
Park znajduje się w gdańskiej dzielnicy Aniołki, położonej obok al. Zwycięstwa - części głównej arterii komunikacyjnej Trójmiasta w Gdańsku. Za parkiem znajduje się przystanek SKM Gdańsk Stocznia.

## Roślinność
W parku można było spotkać rododendrony, platany, klony, kłęki kanadyjskie, miłorzęby japońskie oraz cyprysiki.

## Obiekty w pobliżu
W pobliżu parku znajdują się Gdański Uniwersytet Medyczny, Plac Zebrań Ludowych, Stadion MOSiR, Centrum Sportu Akademickiego Politechniki Gdańskiej, Multikino oraz Cmentarz Garnizonowy.

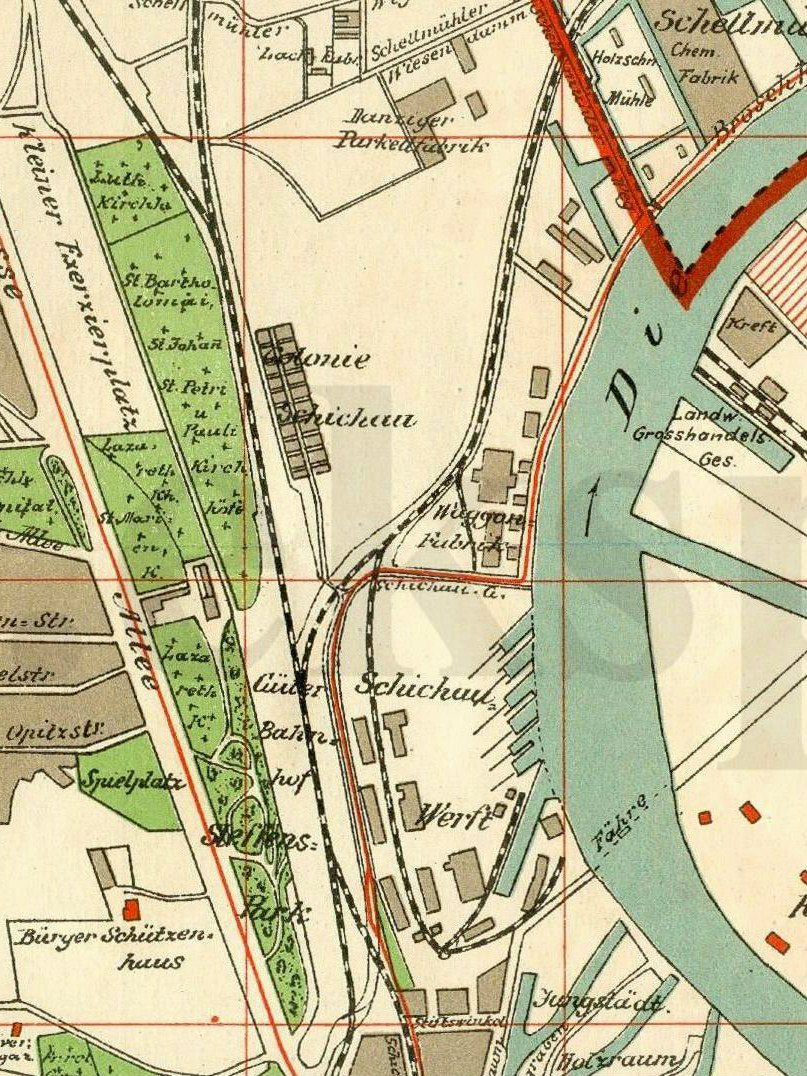
Park na planie z 1912
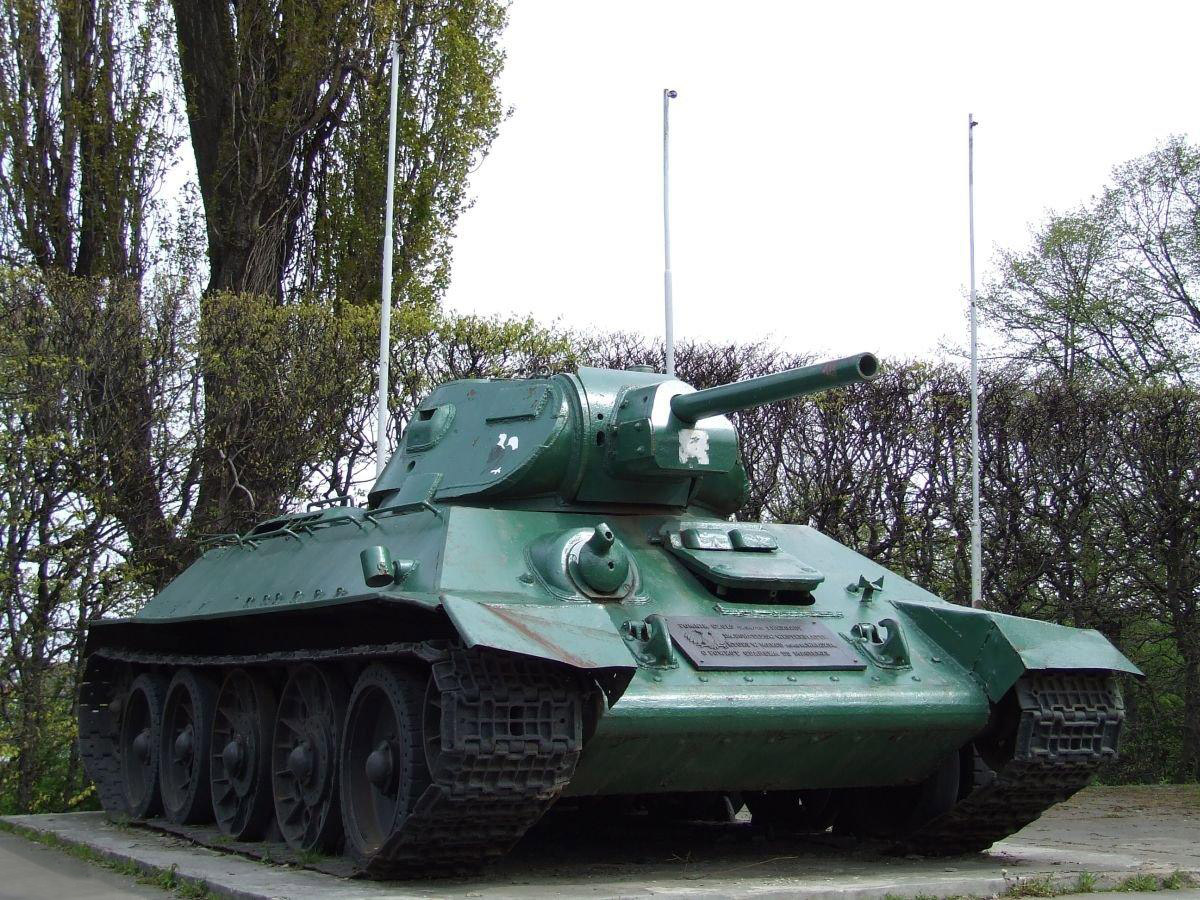
Czołg-pomnik Brygady Pancernej im. Bohaterów Westerplatte